# Meilge Molbthach
Meilge Molbthach („Meilge, der Lobenswerte“), Sohn des Cobthach Cóel Breg, war nach mittelalterlichen irischen Legenden ein Hochkönig Irlands. Er erlangte die Macht, indem er seinen Vorgänger, Labraid Loingsech, der auch seinen Vater getötet hatte, ermordete. Er herrschte für sieben oder siebzehn Jahre, bis er von Mug Corb, dem Enkel Rechtaid Rígdergs, in Munster ermordet wurde. Der Legende nach brach das Wasser aus dem Boden hervor, als sein Grab gegraben wurde. Das Wasser bildete einen See, der nach Molbthach als Meilge-See benannt wurde. Laut der  Lebor Gabála Érenn fiel seine Herrschaft in die gleiche Zeit wie die des Ptolemaios III. (246–222 v. Chr.). Geoffrey Keatings Chronik Foras feasa ar Éirinn datiert seine Herrschaft in den Zeitraum von 369–362 v. Chr. Die Annalen der vier Meister geben eine Herrschaftszeit von 523–506 v. Chr. an.